# Chen Zhong
Dans ce nom chinois, le nom de famille, Chen, précède le nom personnel.
Chen Zhong (chinois : 陈中 ; pinyin : chén zhōng) est une taekwondoïste chinoise née le 22 novembre 1982 à Jiaozuo. Double championne olympique dans la catégorie des poids lourds (plus de 67 kg) à Sydney en 2000 et Athènes en 2004, Zhong a également remporté quatre breloques mondiales dont le titre mondial à domicile à Pékin lors des championnats du monde 2007.  

## Biographie
Née le 22 novembre 1982 à Jiaozuo, Chen Zhong grandit dans la province du Henan et joue au basket-ball pendant quatre ans avant de commencer le taekwondo en 1995,. Repérée, elle est envoyée dans une académie d'élite chinoise où elle réalise plus d'un millier de coups de pied quotidiennement,.
Sélectionnée dans l'équipe nationale chinoise en 1997, elle remporte la médaille de bronze aux Jeux asiatiques de 1998 de Bangkok après seulement deux ans de pratique du taekwondo,.
En 2000, Zhong entre à l'université des sports de Pékin. Aux Jeux olympiques de Sydney, pour le premier tournoi olympique officiel de la catégorie, Chen Zhong est la plus jeune des douze athlètes engagées dans la catégorie des poids lourds (+67 kg). L'athlète chinoise remporte la médaille d'or olympique à seulement 17 ans en battant la Russe Natalia Ivanova sur le score de 8 à 3.
Elle conserve son titre olympique aux Jeux olympiques d'Athènes en battant la Française Myriam Baverel en finale sur le score de 12 à 5. Bien qu'il se blesse au pied dans la troisième reprise, elle inscrit six points qui lui permettent de l'emporter. Sur son parcours jusqu'à la finale, elle bat la Japonaise Yoriko Okamoto 7 à 5, la Vénézuélienne Adriana Carmona sur le même score en quart de finale puis la Brésilienne Natalia Silva 8 à 5 en demi-finale.
Engagée aux Jeux olympiques 2008, à domicile en Chine à Pékin, elle s'incline au deuxième tour face à la future médaillée de bronze du tournoi Sarah Stevenson.

## Palmarès
Jeux olympiques
- Médaille d'or en plus de 67 kg femmes aux Jeux olympiques d'été de 2000 à Sydney.
- Médaille d'or en plus de 67 kg femmes aux Jeux olympiques d'été de 2004 à Athènes.

Championnats du monde
- Médaille d'or en plus de 72 kg aux Championnats du monde 2007 à Pékin.
- Médaille d'argent en plus de 72 kg aux Championnats du monde 2001 à Jeju.
- Médaille de bronze en plus de 72 kg aux Championnats du monde 1999 à Edmonton.
- Médaille de bronze en plus de 72 kg aux Championnats du monde 2003 à Garmisch-Partenkirchen.

Jeux asiatiques
- Médaille d'or en plus de 72 kg femmes aux Jeux asiatiques de 2006 à Doha.
- Médaille d'argent en plus de 72 kg femmes aux Jeux asiatiques de 2002 à Busan.
- Médaille de bronze en plus de 67 kg femmes aux Jeux asiatiques de 1998 à Bangkok.